# NGC 2634
NGC 2634 ist eine elliptische Galaxie vom Hubble-Typ E1 im Sternbild Camelopardalis am Nordsternhimmel. Sie ist schätzungsweise 106 Millionen Lichtjahre von der Milchstraße entfernt.
Wahrscheinlich bildet sie mit PGC 24760 ein gravitativ gebundenes Paar. 
Das Objekt wurde am 11. August 1882 von Ernst Wilhelm Leberecht Tempel entdeckt.